# ویتا (خواننده)
شارلوت گونین (به فرانسوی: Charlotte Gonin؛ زادهٔ ۱۴ مارس ۱۹۸۳)، که با نام هنری ویتا (به انگلیسی: Vitaa) شناخته می‌شود، یک خواننده فرانسوی است.

## زندگی‌نامه
وی توسط دی جی کوست کشف شد که او با دادو یک دوگانگی ترتیب داد. آنها آهنگ "Pas à pas" ("گام به گام") را اجرا کردند، در این رویداد بود که ابتدا وی را "ویتاً نامیدند.
ویتا چند سال در همکاری با هنرمندان مختلف هیپ هاپ و آراندبی و سرانجام با دیامز و Pit Baccardi در Oublie بود و با آن‌ها کار کرد، سپس یک سولو در آلبوم Première classe RnB با آهنگ «Ma sœur» («خواهر من») اجرا کرد. او دوئت (دو نفره خوانی) دوم، «Sur ta» («در راه شما»)را نیز با دادو انجام داد، سپس چندین آهنگ دیگر را با خوانندگان مختلف دیگر از جمله "میتو" با مافیا K'1 Fry, "Bol d'air" با روف و جاسمین ساخت. ویتا بعداً با ترانه «اعترافات شبانه» با دیام همکاری کرد، که با آن آهنگ برای عموم مردم فرانسه شناخته شد.
از آن زمان، ویتا در آهنگ "Peur d'aimer" ("ترس از عشق") با Nessbeal و آهنگ "Ne dis jamais" با Sinik ظاهر شد.
او نخستین هنرمندی بود که به برچسب و لقب Motown France رسید، ویتا اولین آلبوم انفرادی خود A fleur de toi را در ۵ فوریه ۲۰۰۷ منتشر کرد که در فرانسه به رتبه شماره یک دست یافت. موزیک ویدئو برای آهنگ آلبوم وی در مونترال، کبک کانادا فیلمبرداری شد.
ویتا خوانندهٔ افتتاح‌کننده در کنسرت‌های آخرین دختر روی زمین ریانا در پاریس بود.

## ترانه‌شناسی
| سال  | آلبوم                 | بالاترین موقعیت | بالاترین موقعیت | بالاترین موقعیت | واحدها         |
| سال  | آلبوم                 | FR              | BEL (وا)        | SWI             | واحدها         |
| ---- | --------------------- | --------------- | --------------- | --------------- | -------------- |
| 2007 | À fleur de toi        | 1               | 6               | 16              |                |
| 2010 | Celle que je vois     | 10              | 53              | –               |                |
| 2013 | ایسی و نگهدارنده      | 16              | 44              | –               |                |
| 2015 | لا منم                | 27              | 28              | –               |                |
| 2017 | J4M                   | 12              | 14              | –               |                |
| 2019 | VersuS (with Slimane) | 1               | 1               | 4               | - FRA: 301،896 |

تک‌آهنگ‌ها
* در جدول‌های رسمی Ultratop 50 بلژیکی قرار نگرفت، بلکه در جدول‌های Ultratip ظاهر شد.
سایر تک‌آهنگ‌ها
- 2007: "Ma soeur"
- ۲۰۰۷: "تو"
- 2007: "Pourquoi les hommes؟"
- ۲۰۰۸: "راز پاریس دوشنبه"
- 2009: "Une fille pas comme les autres"
- ۲۰۱۰: "استراحت کنید"

برجسته در
| سال  | تک‌آهنگ                                                            | بالاترین موقعیت | بالاترین موقعیت  | بالاترین موقعیت |
| سال  | تک‌آهنگ                                                            | FR              | BEL (وا) اولتراپ | SWI             |
| ---- | ----------------------------------------------------------------- | --------------- | ---------------- | --------------- |
| 2002 | "Pas à pas (La plus bonne de tes copines)" (شاهکار دادو ویتا)     | 46              | –                | –               |
| 2006 | "شبانه اعترافات" (دیام با ویتا)                                   | –               | 8 * (Ultratip)   | –               |
| 2006 | "Ne dis jamais" </nowiki> (Sinik feat. ویتا)                      | –               | 38 * (Ultratip)  | –               |
| 2018 | " بلا سیائو " (Naestro feat. Maître Gims, Vitaa, Dadju & Slimane) | 1               | 13               | 41              |

* در جدول‌های رسمی Ultratop 50 بلژیکی قرار نگرفت، بلکه در جدول‌های Ultratip حباب ظاهر شد.

### همکاری‌ها
- "Pas à Pas" با دادو
- "افسانه" با مافیا K'1 Fry
- "Bol d'air" با روف
- "اووبلی" با پیت باکاردی و دیام
- "مسیر رفت‌وآمد" با دادو
- "Fille Facile" با دادو
- "CB" با کاسوس بل
- "اعتراف شبانه" با Diam's; (این توسط Fatal Bazooka با ویتو به عنوان "Mauvaise foi nocturne" پارود شد) (Pascal Obispo ویتو است))
- "Ne dis jamais" با سینک
- "La gomme" با Diam's
- "Peur d'aimer" با نسب
- ریمیکس "Ma sœur" با مک تایر
- ریمیکس "Ma sœur" با دیام
- "Tu Peux Choisir" با گاج